# Nguyễn Minh Hoàng (thiếu tướng)
Nguyễn Minh Hoàng (sinh ngày 16 tháng 5 năm 1960) là một thiếu tướng Quân đội nhân dân Việt Nam và chính trị gia người Việt Nam. Ông hiện là đại biểu quốc hội Việt Nam khóa XIV nhiệm kì 2016-2021, thuộc đoàn đại biểu quốc hội Thành phố Hồ Chí Minh. Ông đã trúng cử đại biểu quốc hội năm 2016 ở đơn vị bầu cử số 2, Thành phố Hồ Chí Minh (quận 7 và các huyện Nhà Bè, Cần Giờ) với tỉ lệ 66,97% số phiếu. Ông nguyên là ủy viên Thường vụ Đảng ủy Quân khu 7, Thiếu tướng, Phó Chính ủy Quân khu 7.

## Xuất thân
Nguyễn Minh Hoàng sinh ngày 16 tháng 5 năm 1960 quê quán ở Phường 12, quận Bình Thạnh, Thành phố Hồ Chí Minh.
Ông hiện cư trú ở Số 223, QL 20, KP.Hiệp Lợi, Thị trấn Định Quán, huyện Định Quán, tỉnh Đồng Nai.

## Giáo dục
- Giáo dục phổ thông: 12/12 (bổ túc)
- Đại học chuyên ngành Xây dựng Đảng và chính quyền nhà nước
- Cao cấp lí luận chính trị

## Sự nghiệp
Ông gia nhập Đảng Cộng sản Việt Nam vào ngày 01/12/1983.
-Từ tháng 12 năm 1975 đến tháng 3 năm 1979: Ông là Đội viên Thanh niên xung kích Vùng kinh tế mới Đồng Hiệp (1975 - 1977), sau đó là Trưởng Ban Quản lý vật tư - ruộng đất, Ủy ban nhân dân xã Phú Hòa, huyện Tân Phú, tỉnh Đồng Nai.
- Từ tháng 4 năm 1979 đến tháng 02 năm 1982: Chiến sĩ, Tiểu đội phó, Tiểu đội trưởng Đại đội 6, Ban Chỉ huy quân sự huyện Tân Phú, tỉnh Đồng Nai (1979 - 1981); Trợ lý Chính trị, Ban Chỉ huy quân sự huyện Định Quán, tỉnh Đồng Nai (1981 - 1982).
- Từ tháng 3 năm 1982 đến tháng 12 năm 1982: Ông là học viên đào tạo Chỉ huy phân đội, Trường Quân sự Quân khu 7.
- Từ tháng 01 năm 1983 đến tháng 02 năm 1986: Giáo viên, Trợ lý Chính trị Trường Quân sự, Bộ Chỉ huy quân sự tỉnh Đồng Nai; sau đó là Trợ lý cán bộ, Đại đội phó Chính trị Đại đội 6; Phó Ban Chính trị Ban Chỉ huy quân sự huyện Tân Phú, tỉnh Đồng Nai. Ông được kết nạp vào Đảng Cộng sản Việt Nam ngày 01 tháng 12 năm 1983.
- Từ tháng 3 năm 1986 đến tháng 7 năm 1988: Ông là học viên tiếng Khmer, Trường Chuyên gia 481; sau đó công tác ở vị trí Trợ lý Phòng Cán bộ, Mặt trận 779.
- Từ tháng 8 năm 1988 đến tháng 02 năm 2000: Ông là Phó Ban Chính trị, Chỉ huy phó chính trị Ban Chỉ huy Quân sự huyện Định Quán, tỉnh Đồng Nai.
- Từ tháng 3 năm 2000 đến tháng 3 năm 2011: Ông lần lượt giữ các chức vụ Phó Chủ nhiệm chính trị, Chủ nhiệm chính trị, Phó Sư đoàn trưởng chính trị Chính ủy Sư đoàn 302, Quân khu 7.
- Từ tháng 4 năm 2011 đến tháng 7 năm 2015: Ông là Phó Chủ nhiệm chính trị Quân khu 7.
- Từ tháng 8 năm 2015 đến tháng 4 năm 2020: giữ chức vụ Phó Chính ủy Quân khu 7.

## Lịch sử thụ phong quân hàm
| Năm thụ phong | 1985                                         | 1988                                                | 1991                                      | 1995                                    | 1999                                                 | 2003                                      | 2007                                             | 2013                                            |
| ------------- | -------------------------------------------- | --------------------------------------------------- | ----------------------------------------- | --------------------------------------- | ---------------------------------------------------- | ----------------------------------------- | ------------------------------------------------ | ----------------------------------------------- |
| Quân hàm      | Tập tin:Vietnam People's Army Lieutenant.jpg | Tập tin:Vietnam People's Army Senior Lieutenant.jpg | Tập tin:Vietnam People's Army Captain.jpg | Tập tin:Vietnam People's Army Major.jpg | Tập tin:Vietnam People's Army Lieutenant Colonel.jpg | Tập tin:Vietnam People's Army Colonel.jpg | Tập tin:Vietnam People's Army Senior Colonel.jpg | Tập tin:Vietnam People's Army Major General.jpg |
| Cấp bậc       | Trung úy                                     | Thượng úy                                           | Đại úy                                    | Thiếu tá                                | Trung tá                                             | Thượng tá                                 | Đại tá                                           | Thiếu tướng                                     |